# 優利香
優利香（ゆりか、1995年11月14日 B型 蠍座
 - ）は、日本のシンガーソングライター。兵庫県神戸市出身。
好きなものは焼肉と猫とカフェラテとコーラ

x(旧ツイッター)のアカウント名「N14Yrk」の意味は自身の生誕月である11月を英単語の綴り「november」の頭文字に生誕日である14日をアラビア数字で表し、名前をヘボン式ローマ字記述にした時の一文字づつの頭文字を羅列した物だと、2025年2月8日のファンクラブイベントで自身より発表があった

## 経歴
高校3年生の頃にボイストレーニングに行って人前で歌う楽しさを感じて専門学校へ進学を決める。
関西を中心に18歳の頃から活動を開始。

2014年6月よりライブ活動開始

### 2015年
- 3月31日 Wレコ発ツーマンライブより自身初の音源4曲入りCD「escape」発売
- 8月30日 京橋Arc にて初の企画ライブ開催
- 11月16日 京橋Arc にてレコ発企画ライブ開催 この時からフルバンド編成が始まり、2枚目となる4曲入りCD「薔薇の約束」発売

### 2016年
- 5月 大阪堺 三国ヶ丘FUZZ主催 MIKROCKフェス'16 に出演[live 3]
- 11月 初のミュージックビデオ公開
- 12月 ラジオFM802&グランフロント大阪公認アーティスト 1次審査 ライブ審査を通過しMUSICBUSKERに選出。MUSIC BUSKER 9期生。[musicbusker 1][musicbusker 2]

### 2017年
- 7月1日  初ワンマンライブにして130人を動員し【SOLDOUT】。[live 4]
- 8月26日 ワタナベフラワー主催オーディション デレンゾトリマエ 優勝。[live 5]
- 10月28日 神戸ストラット2017in六甲アイランド トリ前に出演。[live 6]

- 12月16日 関西最大級音楽コンテスト「eo Music Try2017」で応募総数778組2137名1605曲の中からファイナリスト7組に選出され、BIGCATでのグランプリ決定ライブに出演。[live 7][live 8]

### 2018年
- 2月3日 心斎橋Music Club JANUSで200人規模 2ndワンマンライブを成功させる。[live 9]
- 10月6日～8日 Eggs presents FM802 MINAMI WHEEL 2018 ~20th Anniversary~出演。自身はday3 南堀江knave 19:15~ に出演。[live 10]
- 11月14日 優利香×Eureka 心斎橋Music Club JANUSで主催イベント開催、満員に収める。[live 11]

### 2019年
- 2月 3rdSingle『開花』を発売。レコ発東名阪ツアーでは全箇所満員にする。[live 12]
- 6月 配信アプリ LINE LIVE オーディション BRUSH UP FESTIVALへの道で優勝（11月3日に 大阪城野外音楽堂に出演）。[live 13]

- 11月9日 大柴広己が主催するマイク1本弾き語りフェス SSW19-WEST- 大阪城野外音楽堂 出演。[live 14]

### 2020年
- 2月22日 心斎橋Music Club JANUSで二度目のワンマンライブ。映像作品を自身初のクラウドファンディングサイトにて募集し、目標額の倍以上で過達。[live 15]
- 8月12日 朝日放送テレビ「おはよう朝日です」テーマ曲募集！“OHA-1グランプリ”にて応募総数353曲の中から自身が書き下ろした「眩しい朝日」がグランプリに選出され、同番組のテーマ曲に選出。[tv 1][tv 2][tv 3][tv 4]

- 10月5日 2022年9月24日迄の期間、番組開始時及び占いのコーナーBGMに採用される

### 2021年
- 3月1日 心斎橋BIG CATにて初のバンドワンマンライブ「優利香 Oneman Live 優利香巨大化計画〜おはよう！眩しい未来です！〜」開催[live 16][live 17]

### 2022年
- 9月23日〜25日 おはよう朝日ですのイベント、おは朝パーク おはぱーLIVE出演。[live 18]
- 11月14日 自身初のホールワンマン「優利香 Hall Oneman Live at ABCホール 〜眩しくて強い未来へ〜」大阪ABCホールにて開催。

### 2023年
- 6月23日 神姫バス企業ムービータイアップ決定。[tie up 1]
- 8月26日 京橋LIVEHOUSE Arcにて開催されたワンマンライブにて、メジャーデビュー発表。[live 19]
- 11月14日 徳間ジャパンコミュニケーションズよりメジャーデビュー。同日より名義表記を「YURICA」も使いだし、主にグッズ等に印字される。
- 11月15日 大阪梅田CLUB QUATTROにてメジャーデビューワンマンライブ。

### 2024年
「Phostep」Release東名神Tour 神戸編　～宣誓!正々堂々、光り輝くことを誓います!～開催。
- 1月14日 名古屋sunsetBLUE
- 2月5日 神戸Music_zoo_KOBE_太陽と虎(バンド編成)
- 3月3日 東京青山RizM(バンド編成)
- 3月28日 KOBE まちなかパフォーマンス 第１期登録アーティスト[live 20]

ЯeaL × 優利香 共催イベント『 エセ関西弁は~許しま変~ 』
- 6月29日 番匠谷紗衣(guest)
- 6月30日 坂口有望(guest)
- 7月9日 神姫バスイメージビデオ（2024年度版）[tie up 2]

優利香Tour『You&I〜未来浮かべ浮かれSmile〜』開催
- 9月16日 京橋Arc(バンド編成)【ワンマン】
- 11月16日 神戸K-wave(バンド編成)
- 12月7日 名古屋sunsetBLUE(弾き語り)
- 2025年1月26日 渋谷eggman(バンド編成)

### 2025年
- 1月7日 3rdDigitalSingle『この街』を配信開始。[release 1]
- 3月1日 リリース記念ワンマンライブ「この街に生まれて」開催。[live 23]
- 4月23日 優利香&Zeela Pre.クアトロワンマンまでの彩り 〜彩色音色〜大阪Band編[live 24]
- 6月8日 SAKAE_SP-RINGにバンド形態で初出場(会場：NSMイベントホール 14:30～)を果たし、新譜「極彩シンドローム」を初披露　同日に同名のアルバム発売(2025年6月28日)も発表[release 2]
- 6月28日 大阪梅田CLUB_QUATTROにて2度目の梅田クラブクアトロワンマンライブの開催し、ソールドアウトを果たす[live 25]
- 6月29日 優利香 Gokusai Syndrome Release Tour開催発表[live 26]
- 6月30日 神姫バスグループ 企業ムービー2025版タイアップ決定[tie up 3][tie up 4]

またEurekaというバンドで、2018年からバンド活動開始。

## ディスコグラフィ

### シングル
| 枚目 | 発売日         | タイトル               | 規格品番  | 収録曲                                                                    | 備考                       |
| ---- | -------------- | ---------------------- | --------- | ------------------------------------------------------------------------- | -------------------------- |
| 1st  | 2015年3月31日  | escape                 |           | 1. はなび 2. ミルクティー 3. となりにいたいの 4. escape                   |                            |
| 2nd  | 2015年11月16日 | 薔薇の花束             |           | 1. 薔薇 2. 醜い 3. 迷子のライオン 4. 大キライナ夜                         |                            |
| 3rd  | 2016年11月14日 | 夢デハオワラナイ。     |           | 1. 三角マーク 2. ユメビカリ 3. 君に借りたパーカー 4. escape 5. 神様の悪戯 |                            |
| 4th  | 2017年7月3日   | 青いクジラ             |           | 1. 青いクジラ 2. 僕のSOS                                                  |                            |
| 5th  | 2018年2月3日   | 明日やろうはバカヤロウ |           | 1. 明日やろうはバカヤロウ 2. PDCAサイクル                                 |                            |
| 6th  | 2019年2月11日  | 開花                   |           | 1. 開花 2. 圧力鍋                                                         |                            |
| 7th  | 2019年11月14日 | 世界はロック           | SKRK-2019 | 1. with all myheart 2. 世界はロック 3. 貴方の歌(弾き語り ver.)            |                            |
| 8th  | 2023年2月28日  | 須磨浦公園バス停前で   | RZNT-0021 | 1. 須磨浦公園バス停前で 2. いつかの未来                                   | Tr2 のみ作詞作曲は回陽健太 |

### Mini Album
| 枚目 | 発売日        | タイトル         | 規格品番  | 収録曲 | 備考         |
| ---- | ------------- | ---------------- | --------- | --- | ------------ |
| 1st  | 2021年3月10日 | Newestrong       | EGGS-057  | 1. 眩しい朝日 2. ハートレス人間 3. ノスタルジーラムネ 4. 勇者 5. escape(新録)                                             | 初の全国流通 |
| 2nd  | 2021年12月8日 | Humanity         | EGGS-067  | 1. 輝く未来へ 2. 感情渋滞高速道路 3. もしも私が 4. ブバルディア 5. 僕らはきっと普通じゃない 6. カナデザクラ 7. やりたい事 |              |
| 3rd  | 2025年6月28日 | Gokusai Syndrome | RZNT-0022 | 1. 極彩シンドローム 2. ヘアサロン 3. Lens 4. Phostep Albumver. 5. 須磨浦公園バス停前で 6. この街 Album ver.               |              |

### Digital 配信
| 枚目 | 発売日         | タイトル   | 規格品番 | 収録曲             | 備考               |
| ---- | -------------- | ---------- | -------- | ------------------ | ------------------ |
| 1st  | 2023年11月14日 | Phostep    | TWEB-589 | 1. Phostep 2. Lens | メジャーデビュー初 |
| 2nd  | 2024年9月12日  | ヘアサロン |          | 1. ヘアサロン      |                    |
| 3rd  | 2025年1月7日   | この街     |          | 1. この街          |                    |